# 테나세림루뚱
테나세림루뚱(Trachypithecus barbei)은 루뚱원숭이의 일종이다. 미얀마와 태국에서 발견된다. 일반명은 테네세림 구릉 지대(Tenasserim Hills) 지명에서 유래했다.